# Brudbukett

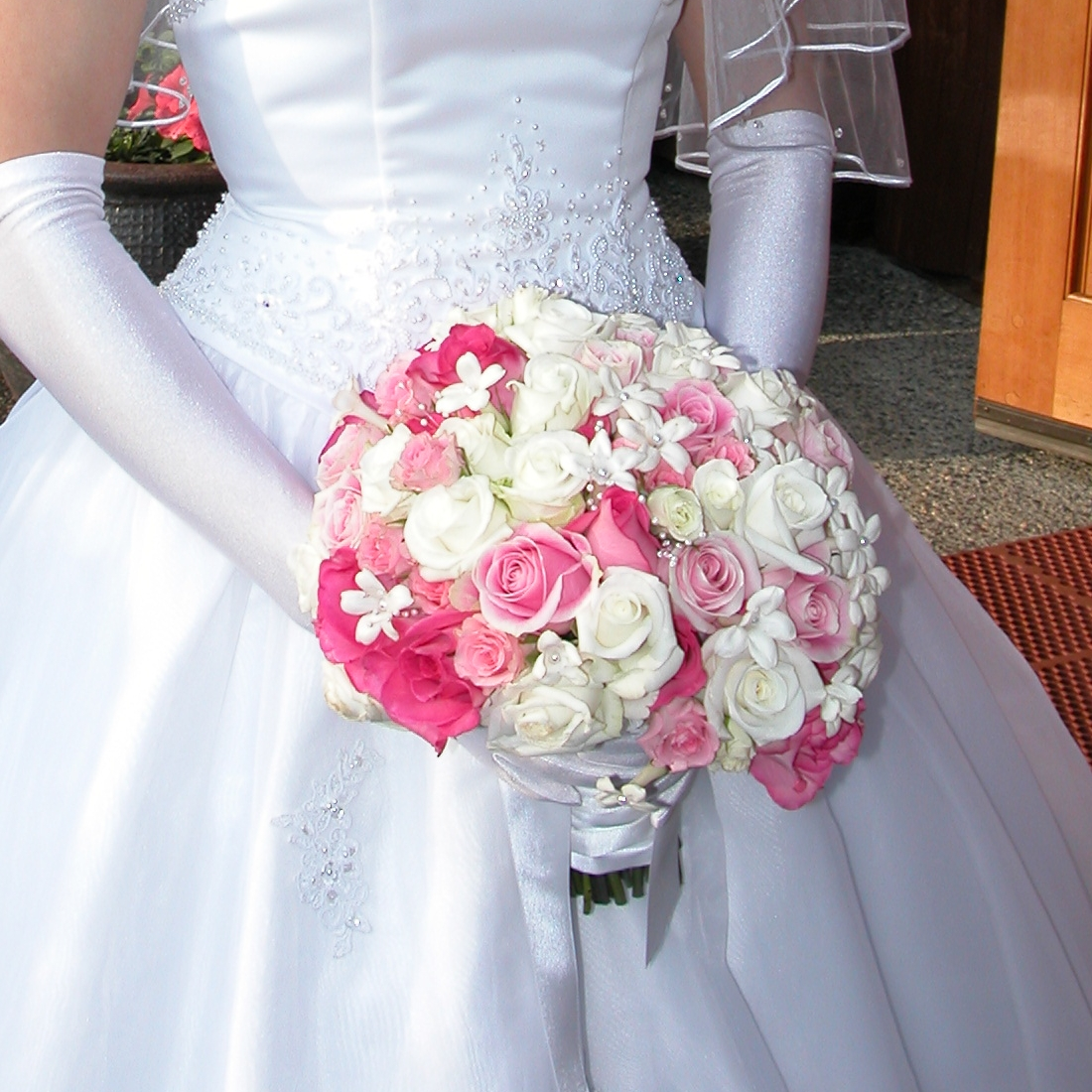
Brudbukett i rosa och vitt.

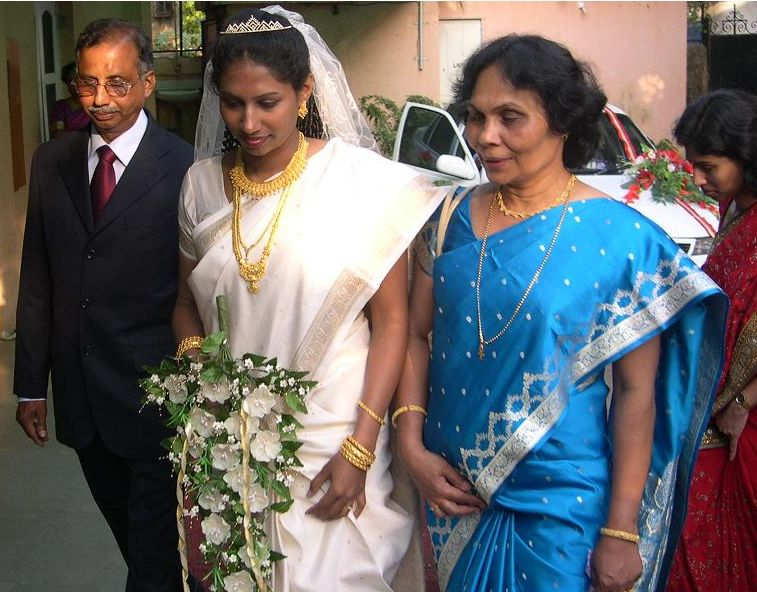
Brudbukett på bröllop i Indien.

En brudbukett är den blomsterbukett som bruden bär på bröllopet.
Traditionellt är brudbuketten en gåva från brudgummen till bruden.
I USA brukar bruden kasta sin brudbukett och låta de ogifta kvinnorna försöka fånga buketten. Den som fångar buketten anses stå närmast i tur att gifta sig.